# العلاقات المجرية السلوفينية
العلاقات المجرية السلوفينية هي العلاقات الثنائية التي تجمع بين المجر وسلوفينيا.

## مقارنة بين البلدين
هذه مقارنة عامة ومرجعية للدولتين:
| وجه المقارنة                                              | المجر                                                       | سلوفينيا                                                      |
| --------------------------------------------------------- | ----------------------------------------------------------- | ------------------------------------------------------------- |
| المساحة (كم2)                                             | 93.04 ألف                                                   | 20.27 ألف                                                     |
| عدد السكان (نسمة)                                         | 9.78 مليون                                                  | 2.07 مليون                                                    |
| الكثافة السكانية (ن./كم²)                                 | 105.12                                                      | 102.12                                                        |
| العاصمة                                                   | بودابست                                                     | ليوبليانا                                                     |
| اللغة الرسمية                                             | لغة مجرية                                                   | اللغة السلوفينية، اللغة الإيطالية، لغة مجرية                  |
| العملة                                                    | فورنت مجري                                                  | يورو، تولار سلوفيني                                           |
| الناتج المحلي الإجمالي (بليون دولار)                      | 139.14 مليار                                                | 48.77 مليار                                                   |
| الناتج المحلي الإجمالي (تعادل القوة الشرائية) بليون دولار | 260.42 مليار                                                | 66.01 مليار                                                   |
| الناتج المحلي الإجمالي الاسمي للفرد دولار أمريكي          | 12.36 ألف                                                   | 20.73 ألف                                                     |
| الناتج المحلي الإجمالي للفرد دولار أمريكي                 | 25.07 ألف                                                   | 30.40 ألف                                                     |
| مؤشر التنمية البشرية                                      | 0.828                                                       | 0.880                                                         |
| رمز المكالمات الدولي                                      | +36                                                         | +386                                                          |
| رمز الإنترنت                                              | .hu                                                         | .si                                                           |
| المنطقة الزمنية                                           | ت ع م+01:00، ت ع م+02:00، أوروبا/بودابست ‏، توقيت وسط أوروبا | توقيت وسط أوروبا، ت ع م+01:00، ت ع م+02:00، أوروبا/ليوبليانا ‏ |

## مدن متوأمة
في ما يلي قائمة باتفاقيات التوأمة بين مدن مجرية وسلوفينية:
- ترتبط زومباثلي مع ماريبور باتفاقية توأمة منذ 1991.
- ترتبط زالاجيرسيج مع Municipality of Lendava [الإنجليزية]‏ باتفاقية توأمة منذ 1990.
- ترتبط سنكوتارد [الإنجليزية]‏ مع إيزولا باتفاقية توأمة.
- ترتبط Lenti [الإنجليزية]‏ مع ليندافا باتفاقية توأمة.
- ترتبط Várpalota [الإنجليزية]‏ مع سلوفينج غرادتس باتفاقية توأمة.
- ترتبط كيزتيلي مع بيران باتفاقية توأمة منذ 3 أكتوبر 1997.
- ترتبط كوسيغ مع شكوفجا لوكا باتفاقية توأمة منذ 1995.

## منظمات دولية مشتركة
يشترك البلدان في عضوية مجموعة من المنظمات الدولية، منها:
| علم المنظمة | اسم المنظمة                               | تاريخ انضمام المجر | تاريخ انضمام سلوفينيا |
| ----------- | ----------------------------------------- | ------------------ | --------------------- |
|             | الاتحاد الأوروبي                          | 1 مايو 2004        | 1 مايو 2004           |
|             | وكالة ضمان الاستثمار متعدد الأطراف        | 21 أبريل 1988      | 19 مارس 1993          |
|             | منظمة التعاون الاقتصادي والتنمية          | 7 مايو 1996        | ?                     |
|             | الأمم المتحدة                             | 14 ديسمبر 1955     | 22 مايو 1992          |
|             | الفريق المعني برصد الأرض                  | ?                  | ?                     |
|             | مركز تنسيق الحركة في أوروبا ‏              | ?                  | ?                     |
|             | منظمة حظر الأسلحة الكيميائية              | ?                  | ?                     |
|             | منظمة التجارة العالمية                    | 1995               | ?                     |
|             | منظمة الشرطة الجنائية الدولية             | ?                  | ?                     |
|             | منظمة الأمن والتعاون في أوروبا            | 25 يونيو 1973      | 24 مارس 1992          |
|             | مؤسسة التنمية الدولية                     | 29 أبريل 1985      | 25 فبراير 1993        |
|             | حلف شمال الأطلسي                          | 12 مارس 1999       | 29 مارس 2004          |
|             | يونسكو                                    | 14 سبتمبر 1948     | 27 مايو 1992          |
|             | مجلس أوروبا                               | 6 نوفمبر 1990      | ?                     |
|             | Strategic Airlift Capability ‏             | ?                  | ?                     |
|             | الاتحاد البريدي العالمي                   | ?                  | ?                     |
|             | البنك الدولي للإنشاء والتعمير             | 7 يوليو 1982       | 25 فبراير 1993        |
|             | اتفاقية السماوات المفتوحة                 | ?                  | ?                     |
|             | الاتحاد الدولي للاتصالات                  | 1866               | 16 يونيو 1992         |
|             | مؤسسة التمويل الدولية                     | 29 أبريل 1985      | 25 فبراير 1993        |
|             | المنظمة الأوروبية لسلامة الملاحة الجوية   | 1992               | 1995                  |
|             | المركز الدولي لتسوية المنازعات الاستشارية | 6 مارس 1987        | 6 أبريل 1994          |
|             | مجموعة أستراليا                           | 1993               | 2004                  |
|             | مجموعة الموردين النوويين                  | ?                  | ?                     |

## أعلام
هذه قائمة لبعض الشخصيات التي تربطها علاقات بالبلدين:
- جون سيجسموند (7 يوليو 1540[23] – 14 مارس 1571)
- يانوش زابوليا (2 فبراير 1487 – 17 يوليو 1540)

## وصلات خارجية
- موقع وزارة الخارجية المجرية
- موقع وزارة الخارجية السلوفينية